# Coccoloba declinata
Coccoloba declinata är en slideväxtart som först beskrevs av Vell., och fick sitt nu gällande namn av Carl Friedrich Philipp von Martius. Coccoloba declinata ingår i släktet Coccoloba och familjen slideväxter. Inga underarter finns listade i Catalogue of Life.